# Episodi di Squadra speciale Lipsia (tredicesima stagione)
La tredicesima stagione della serie televisiva Squadra speciale Lipsia è stata trasmessa in anteprima in Germania dalla ZDF tra il 16 novembre 2012 e il 22 marzo 2013.
| nº | Titolo originale      | Titolo italiano                    | Prima TV Germania | Prima TV Italia |
| -- | --------------------- | ---------------------------------- | ----------------- | --------------- |
| 1  | Die Verurteilten      | Minuti contati                     | 16 novembre 2012  |                 |
| 2  | Filmriss              | Vuoto di memoria                   | 23 novembre 2012  |                 |
| 3  | Tod eines Lehrers     | Morte di un insegnante             | 30 novembre 2012  |                 |
| 4  | Leipzig kloppt        | Lipsia violenta                    | 7 dicembre 2012   |                 |
| 5  | Angst                 | Paura                              | 14 dicembre 2012  |                 |
| 6  | Getrieben (Teil 1)    | Istinto assassino (prima parte )   | 21 dicembre 2012  |                 |
| 7  | Getrieben (Teil 2)    | Istinto assassino (seconda parte ) | 28 dicembre 2012  |                 |
| 8  | Das Monster           | Il mostro                          | 4 gennaio 2013    |                 |
| 9  | Haus am See           | La casa sul lago                   | 11 gennaio 2013   |                 |
| 10 | Die Wohlfühl GmbH     | Benessere s.r.l                    | 11 gennaio 2013   |                 |
| 11 | Elternabend           | Riunione serale                    | 18 gennaio 2013   |                 |
| 12 | Preis der Freiheit    | Il prezzo della libertà            | 18 gennaio 2013   |                 |
| 13 | Gefrorenes Blut       | Sangue ghiacciato                  | 25 gennaio 2013   |                 |
| 14 | Graf Porno            | La testa del conte                 | 1º febbraio 2013  |                 |
| 15 | Teufel im Himmelreich | Il diavolo in paradiso             | 8 febbraio 2013   |                 |
| 16 | Einer zahlt immer     | Omicidio al supermercato           | 8 febbraio 2013   |                 |
| 17 | Das zweite Leben      | Una seconda vita                   | 15 febbraio 2013  |                 |
| 18 | Wahre Liebe           | Il vero amore                      | 22 febbraio 2013  |                 |
| 19 | Das letzte Lied       | L'ultima canzone                   | 1º marzo 2013     |                 |
| 20 | Wir sind nicht allein | Non siamo soli                     | 8 marzo 2013      |                 |
| 21 | Der Sumpf             | Il fango                           | 15 marzo 2013     |                 |
| 22 | Eiszeit               | Era glaciale                       | 22 marzo 2013     | 9 giugno 2017   |